# Limnophila (Limnophila) effeta
Limnophila (Limnophila) effeta is een tweevleugelige uit de familie steltmuggen (Limoniidae). De soort komt voor in het Australaziatisch gebied.